# زمانبند پارتیشن سازگار
برنامه ریزان پارتیشن سازگار ، یک نوع نسبتاً جدید از برنامه ریز پارتیشن هستند که به نوبه خود نوعی الگوریتم زمانبندی است که پیش از این با آخرین نسخه سیستم عامل QNX پیشگام بوده است. پارتیشن سازگاری، یا AP، به طراح سیستم در زمان واقعی اجازه می دهد که یک درصد از پردازش منابع برای یک پارتیشن خاص (گروهی از موضوعات و  یا فرایندهای تشکیل یک زیرسیستم ) رزرو شود. سیستم زمانبندی پیشگیرانه اولویت بندی شده توسط سیستم عامل به همان شیوه ای عمل خواهد کرد که یک سیستم بدون سیستم عامل تا زمانی که سیستم بیش از حد باشد، عمل میکند. (یعنی در سراسر سیستم، محاسبات بیشتری برای انجام وجود دارد تا پردازنده قادر به حفظ در طولانی مدت باشد ) در زمان اضافه بار، زمانبند AP محدودیت های سختی در کل زمان اجرا برای زیر سیستم ها در یک پارتیشن را اعمال می کند، که به واسطه درصد اختصاص یافته پهنای باند پردازنده برای پارتیشن خاص تعیین شده است. 
اگر سیستم اورلود نباشد، یک پارتیشن (به عنوان مثال) 10٪ از پهنای باند پردازنده، در واقع می تواند بیش از 10٪ استفاده کند، زیرا از ظرفیت اضافی از پارتیشن های دیگر قرض می گیرد (اما لازم است بعداً آن را باز پس دهد) این برای زیر سیستم هایی که بلادرنگ نیستند و بار متغیر را تجربه می کنند، بسیار مفید است، زیرا این زیر سیستم ها می توانند از ظرفیت های منحصر بایگانی‌شده  در ۲۸ دسامبر ۲۰۰۸ توسط Wayback Machine به فرد از بایگانی‌شده  در ۲۸ دسامبر ۲۰۰۸ توسط Wayback Machine پارتیشن های فیزیکی بلادرنگ استفاده کنند تا پیشرفت رو به جلوی بیشتری از آنها در یک برنامه ریز پارتیشن ثابت مانند ARINC- 653 بایگانی‌شده  در ۲۸ دسامبر ۲۰۰۸ توسط Wayback Machine ثبت شود، اما بدون تاثیر در شرایط زیرسیستم های فیزیکی و سخت زیر سیستم های بلادرنگ . 
QNX Neutrino 6.3.2 و نسخه های جدیدتر این ویژگی را دارند. 